# Woodstock (chanson)
Pour les articles homonymes, voir Woodstock.
Singles de Joni Mitchell
Chelsea Morning
(1969) Carey
(1970)
Pistes de Ladies of the Canyon
Big Yellow Taxi
(10) The Circle Game
(12)
Woodstock est une chanson écrite en 1969 par Joni Mitchell. Au moins quatre versions notables de la chanson sont sorties la même année en 1970. La propre version de Mitchell est interprétée pour la première fois en direct en 1969 puis apparaît en avril 1970 sur son album Ladies of the Canyon et en face B de son single Big Yellow Taxi. Cette publication est précédée par la reprise de Crosby, Stills, Nash and Young, qui figure sur leur album Déjà Vu de mars 1970 et est devenue un incontournable des radios de classic rock et la version la plus connue aux États-Unis. Une 3e version, du groupe britannique Matthews Southern Comfort est la version la plus connue au Royaume-Uni et la version la mieux classée, atteignant le sommet du classement des singles britanniques en 1970. Une 4e version du projet de studio The Assembled Multitude est également un succès dans les charts.
Les paroles de la chanson font référence au festival de Woodstock de 1969, racontant l'histoire d'un spectateur en route pour assister à l'évènement. Cet hymne, ainsi que le festival qu'elle commémore, sont symboliques de la contre-culture des années 1960.

## Paroles
Joni Mitchell compose la chanson sur la base du récit du festival que lui a fait Graham Nash, son petit ami de l'époque. Elle-même n'a pas pu s'y produire en raison de conflits d'horaire, car un manager lui a dit qu'il serait plus avantageux pour elle d'apparaître dans l'émission The Dick Cavett Show. Elle la compose dans une chambre d'hôtel à New York, en regardant des reportages télévisés sur le festival. « La privation de ne pas pouvoir y aller m'a donné un angle intense sur Woodstock »,  déclare-t-elle à un intervieweur peu après l'événement. David Crosby, interviewé pour le documentaire Joni Mitchell: Woman of Heart and Mind, déclare que Mitchell avait capturé le sentiment et l'importance du festival de Woodstock mieux que quiconque y avait été.
Les paroles racontent l'histoire d'un voyage spirituel vers la ferme de Max Yasgur, le lieu du festival, et fait un usage prédominant de l'imagerie sacrée, comparant le site du festival au jardin d'Eden (« and we've got to get ourselves back to the garden »). L'histoire commence par la rencontre du narrateur avec un compagnon de route (« I came upon a child of God, he was walking along the road ») et se termine à leur destination finale (« by the time we got to Woodstock, we were half a million strong »). Il y a aussi des références à l'horrible « destruction mutuelle assurée » de la Guerre froide contrastant avec l'intention pacifique des festivaliers,.

## Sorties et reprises

### Joni Mitchell
Avant sa publication sur album, Mitchell interprète la chanson au festival folk de Big Sur de 1969, un mois après celui de Woodstock. Cette performance est captée dans le film Celebration at Big Sur, sorti en 1971. Mitchell n'a alors pas encore développé son dégoût pour les grands festivals,. Sorti sur le troisième album de Mitchell, Ladies of the Canyon, en mars 1970, Woodstock sert de face B pour le single Big Yellow Taxi. Mitchell réenregistre Woodstock sur deux albums live, Miles of Aisles et Shadows and Light. Le morceau original est inclus sur la compilation Hits de 1996.

### Crosby, Stills, Nash & Young
Singles de Crosby, Stills, Nash & Young
Suite: Judy Blue Eyes
(1969) Teach Your Children
(1970)
Pistes de Déjà Vu
Helpless
(A4) Déjà Vu
(B1)
À peu près au même moment où sort Ladies of the Canyon, l'arrangement hard rock entraînant de Crosby, Stills, Nash & Young paraît en tant que premier single de leur album Déjà Vu de 1970. Cette version s'ouvre sur un riff de guitare solo de Neil Young, qui joue également le solo. Stephen Stills chante la voix principale avec des voix d'harmonies de David Crosby, Graham Nash et Neil Young. Cette version est également remarquable pour les motifs en stop-time juste avant le refrain « We are stardust, we are golden… ».
Crosby, Stills, Nash & Young ont appris la chanson de Mitchell elle-même, mais la version du groupe introduit des changements majeurs dans le ton. Jimi Hendrix est impliqué au début du développement de la chanson, et un enregistrement du 30 septembre 1969, six mois avant la sortie de l'album, avec Hendrix jouant de la basse et de la guitare en overdub, paraît en 2018 sur l'album Both Sides of the Sky. Dans la version finale, Stephen Stills chante une version légèrement réarrangée des paroles de Mitchell.
Woodstock est l'un des rares morceaux de Déjà Vu où Crosby, Stills, Nash et Young enregistrent leurs parties au cours de la même session. Mais par la suite, le chant de Stephen Stills est en partie remplacé par une voix réenregistrée par lui-même : « J'ai remplacé un couplet et demi qui était atrocement désaccordé ». Neil Young n'est pas de cet avis, disant que « le morceau était magique (…) Stephen a effacé la voix et en a mis une autre qui n'était pas aussi bonne ».
La version de Woodstock de Crosby, Stills, Nash & Young culmine à la 11e place du Billboard Hot 100 en mai 1970 et à la 3e place au Canada. Un enregistrement différent de Crosby, Stills, Nash & Young est présent dans le générique de fin du film documentaire Woodstock sorti en mars 1970.

#### Personnel
- David Crosby - voix d'harmonie, guitare rythmique
- Stephen Stills - chant principal, orgue
- Graham Nash - voix d'harmonie, piano électrique
- Neil Young - voix d'harmonie, guitares

Musiciens supplémentaires
- Greg Reeves - guitare basse
- Dallas Taylor - batterie

### Matthews Southern Comfort
Woodstock devient un succès international en 1970 et 1971 grâce à un enregistrement de Matthews Southern Comfort, le groupe de Iain Matthew, ex-membre de Fairport Convention. Le groupe interprète la chanson dans l'émission Live in Concert diffusée par BBC Radio 1 le 28 juin 1970, sur une proposition de Matthews qui avait acheté l'album Ladies of the Canyon cette semaine là. En raison de la réponse positive à cette chanson, le label Uni Records suggère d'enregistrer la chanson et de l'ajouter à l'album nouvellement enregistré, Later That Same Year. Matthews refuse de l'intégrer dans l'album terminé, mais accepte de la sortir en single.
Selon Matthews, la version de Woodstock à la BBC fait écho à l'original de Joni Mitchell. Cependant, pour leur enregistrement en studio, le groupe personnalise radicalement l'arrangement de la chanson. Matthews admet plus tard être mal à l'aise en rencontrant Joni Mitchell parce qu'il avait changé la mélodie : « Je n'ai pas pu atteindre [ses] notes aiguës », mais Mitchell lui répond qu'elle préfère son arrangement.
MCA, la société mère d'Uni, n'accepte de publier la version de Matthews Southern Comfort que si la version Crosby Stills Nash & Young ne parvient pas à se classer au Royaume-Uni ; ce qui s'avère être le cas. MCA « a publié le nôtre à contrecœur ». 
Sorti le 24 juillet 1970, Woodstock se classe no 1 du UK Singles Chart le 31 octobre 1970 en y restant pendant deux semaines supplémentaires. Woodstock est également un succès généralisé sur le Continent européen, classée no 2 en Irlande, en Norvège, en Suède et en Pologne, no 9 au Danemark, no 15 en Autriche, no 17 aux  Pays-Bas, no 23 en Finlande et no 27 en Allemagne. Au début de 1971, le disque est également no 3 en Afrique du Sud, no 4 en Nouvelle-Zélande, et obtient un petit succès en Australie (no 55).
En novembre 1970, le Woodstock de Matthews Southern Comfort sort en single sur le label américain régulier du groupe, Decca Records, une autre filiale de MCA. Au départ, la sortie américaine n'a qu'un impact marginal, culminant à la 110e place dans Record World. Cependant, lors de la sortie du single au Canada en janvier 1971, où il existe un quota de 30% de diffusion de contenu canadien à la radio, la chanson est largement diffusée en raison de sa paternité canadienne, suscitant, par ricochet, un nouvel intérêt aux États-Unis. Woodstock atteint le no 23 du Billboard Hot 100 en mai. Au Canada, Woodstock atteint un pic au no 5 sur le tableau des singles RPM 100.
Mais au moment de ce succès nord-américain de Matthews Southern Comfort, le groupe n'est plus. Un bouleversement chez MCA Royaume-Uni a entraîné la rupture du contrat avec le label - avec pour conséquence l'annulation d'une tournée américaine qui devait commencer en novembre. En décembre 1970, Iain Matthews quitte le groupe, en raison des exigences incombant au succès de son groupe avec Woodstock. Le premier album solo de Matthews, If You Saw Thro' My Eyes, sort chez Vertigo le 1er mai 1971 tandis que ses anciens acolytes, en tant que Southern Comfort, réalisent trois albums avec Harvest avant de se dissoudre en 1972.
Au Royaume-Uni, Woodstock est le dernier single de Matthews Southern Comfort et le seul single britannique de Iain Matthews. Bien qu'il ait auparavant été membre de Fairport Convention, Matthews ne figurait pas sur leur seul single Si tu dois partir, et Matthews ne se classera jamais dans les charts britanniques en tant qu'artiste solo.

## Autres versions
- Led Zeppelin incorpore les paroles et la structure de Woodstock dans des interprétations live de Dazed and Confused entre 1973 et 1975[21].
- En 1994, le chanteur Bobby Kimball (cofondateur de Toto), inclut une version rock de la chanson en ouverture dedans son album solo Rise Up[22]. La version de Kimball est plus proche de l'arrangement de Crosby, Stills, Nash & Young que de l'original de Mitchell.
- En 1995, Tuck & Patti incluent leur propre reprise de Woodstock dans leur album Learning How to Fly (Patti ajoutant du chant scat et des voix percussives entre les couplets).
- En 1997, James Taylor interprète Woodstock sur scène lors de la 12e cérémonie du Rock and Roll Hall of Fame en hommage à Crosby, Stills, Nash & Young.
- L'album Time After Time d'Eva Cassidy en 2000 contient une version live de Woodstock jouée au Maryland Inn d'Annapolis en 1995, Cassidy étant fan de la version de Matthews Southern Comfort[23].
- En 2004, une version de Woodstock sort sur l'album Grace of the Sun de Richie Havens.
- Sur son album de 2008, A Long and Winding Road, Maureen McGovern chante le premier couplet et le refrain de Woodstock en introduction de sa reprise d'Imagine de John Lennon.
- L'artiste néo-zélandaise Brooke Fraser reprend Woodstock sur l'édition spéciale de son album de 2010 Flags. Celle-ci est également incluse sur sa compilation B Sides en 2019.
- America reprend Woodstock pour Back Pages, un album de reprises en 2012[24].
- Jack DeJohnette inclut la chanson dans son album de 2017, Hudson.
- La chanson Dimitri Mendeleev d'Astronautalis contient la phrase « Joni Mitchell said "we are stardust, we are golden" » en référence à Woodstock.
- En 2017, John Legend enregistre une reprise de la chanson sortie sur Spotify.
- David Crosby réenregistre la chanson dans son album de 2018 Here If You Listen, avec son Lighthouse Band composé de Michael League, Becca Stevens et Michelle Willis.